# 니시무라 게이스케
니시무라 게이스케(일본어: 西村 慧祐, 1998년 2월 19일~)는 일본의 축구 선수이다.

## 구단 경력
그는 2020년 J2리그의 오미야 아르디자에 입단했다. 2022년까지 94경기에 출전하여, 5득점을 넣었다. 2023년 몬테디오 야마가타로 이적했다.